# 10 Holloway Circus (Birmingham)
10 Holloway Circus – najwyższy biurowiec, hotel w mieście Birmingham w Wielkiej Brytanii położony w centrum miasta przy ulicy Queensway. 10 Holloway Circus jest 29 najwyższym budynkiem w Wielkiej Brytanii.
Powierzchnia zabudowy liczy 700 m², wysokość budynku wynosi 121,5 m, ma 40 pięter. Zbudowany został w latach 2003–2005, koszt budowy wyniósł 72 miliony funtów. Projektantem budynku jest Ian Simpson. Budynek zbudowany przez firmę Laing O'Rourke. W budynku mieści się hotel sieci Radisson Blu.